# Cette-Eygun
Cette-Eygun település Franciaországban, Pyrénées-Atlantiques megyében. Lakosainak száma 59 fő (2022. január 1.). Cette-Eygun Accous, Borce, Etsaut és Laruns községekkel határos.

## Népesség
A település népességének változása:
| Lakosok száma | 75   | 73   | 74   | 68   | 64   | 61   | 60   | 59   | 59   |
|               | 2013 | 2015 | 2016 | 2017 | 2018 | 2019 | 2020 | 2021 | 2022 |